# Дуговая сварка в защитных газах
Дугова́я сва́рка в защи́тных га́зах — дуговая сварка с использованием газов для защиты места сварки от влияния атмосферных газов.

## Общие сведения
В англоязычной иностранной литературе именуется как gas metal arc welding (GMA welding, GMAW), в немецкоязычной литературе — metallschutzgasschweißen (MSG). Разделяют сварку в атмосфере инертного газа (metal inert gas,  MIG) и в атмосфере активного газа (metal active gas, MAG).
Этим видом сварки производится ручная сварка, полуавтоматическая, автоматическая в различных пространственных положениях, черных и цветных металлов и сплавов толщиной от десятых долей до десятков миллиметров.

## Сущность
Способ дуговой сварки в защитных газах заключается в том, что в зону дуги поступает защитный газ. Выделяемое дугой тепло расплавляет основной металл и электрод. Остывая, металл сварочной ванны образует сварочный шов. Защитный газ изолирует расплавленный металл от газов в воздухе, препятствуя их взаимодействию. 
По виду применяемых защитных газов, этот вид сварки разделяется на сварку:
- В инертных газах;
- В активных газах;
- В смеси инертных и активных газах;
- Со струйной защитой.

В качестве защитных газов в сварочном процессе используются инертные (аргон и гелий), активные (углекислый газ, водород, кислород и азот) газы, газовые смеси (Аг + Не, Аг + СО2, Аг + О2, СО2 + О2 и др.).
Активные газы используются для обеспечения необходимых свойств шва свариваемых металлов.  Используя газовые смеси, добиваются устойчивости дуги, улучшения формы шва, уменьшения разбрызгивания свариваемого металла.
Дуговая сварка в защитных газах по виду дуги различается на:
- Сварку постоянной дугой;
- Сварку импульсной дугой.

В зависимости от типа электродов сварка в защитных газах разделяется на сварку плавящимся или неплавящимся электродом. При сварке неплавящимся электродом применяются инертные газы — аргон и гелий или их смеси.

## Недостатки
- По сравнению со сваркой под флюсом необходимо применение защитных мер против светового и теплового излучения дуги.
- Сравнительно большие размеры горелок для сварки в среде защитных газов делают сложной или невозможной сварку в узких и труднодоступных местах.
- Необходимость в баллонах с газом увеличивает размеры и вес оборудования сварочного поста, что затрудняет его перемещение с места на место.

## Преимущества
- высокое качество соединения при работе с разными металлами и сплавами вне зависимости от пространственного положения детали;
- широкий диапазон толщин свариваемого металла — от десятой доли до нескольких десятков миллиметров;
- возможность визуального контроля сварочной дуги и ванны, процесса образования сварочного шва;
- узкая зона термического воздействия;
- при многослойной сварке не надо зачищать швы;
- высокая производительность работ;
- не надо удалять флюс или шлак, зачищать швы.

## Оборудование
В комплект оборудования для сварки с защитными газами входят сварочная аппаратура (трансформаторы, инверторы, блоки питания, горелки, маски), газовая аппаратура (баллоны, шланги, расходомеры).

### Техническая литература
- ГОСТ Р ИСО 17659-2009 // Сварка. Термины многоязычные для сварных соединений. — М.: ФГУП «Стандартинформ», 2009.
- Чебан В.А. Сварочные работы / Ответственный редактор: Оксана Морозова, Технический редактор Галина Логвинова. — 5-е изд. — Ростов-на-Дону: «Феникс», 2008. — 412 с. — (Начальное профессиональное образование). — 3000 экз. — ISBN 978-5-222-13621-8. Архивировано 16 августа 2021 года.
- Николаев Г. А. Сварка в машиностроении: Справочник в 4-х т. — М.: Машиностроение, 1978 (1-4 т).